# Lista de classes de complexidade
Essa é uma lista de classes de complexidade da teoria da complexidade computacional. Para outros assuntos sobre computabilidade e complexidade, veja list of computability and complexity topics.
Muitas dessas classes tem uma outra classe com prefixo 'co' que corresponde ao complemento de todas as linguagens da classe original. Por exemplo, se uma linguagem L está em NP então o complemento de L está em co-NP (isso não significa que o complemento de NP é co-NP - exitem linguagens que são conhecidas por estarem nas duas classes, e outras que são conhecidas por não estarem em nenhuma delas).
"Os problemas mais difíceis" de uma classe referem-se aos problemas que pertencem a classe e todos os outros problemas dessa classe podem ser reduzidos a ele, além disso, a redução é também um problema da classe determinada ou de seu subconjunto. 
- #P   Contagem de soluções para um problema NP.
- #P-complete   Os problemas mais difíceis em #P.
- 2-EXPTIME   Solúveis em tempo duplamente exponencial.
- AC0   Uma classe de complexidade de circuito de profundidade limitada.
- ACC0   Uma classe de complexidade de circuito de profundidade limitada e contagem de portas.
- AC   Uma classe de complexidade de circuito.
- AH   A hierarquia aritmética.
- AP   A classe de problemas que uma máquina de Turing alternada pode resolver em tempo polinomial.
- APX   Problemas de otimização que possuem algoritmos de aproximação com um rácio de aproximação constante.
- AM   Solúveis em tempo polinomial por um protocolo Arthut-Merlin.
- BPP   Solúveis em tempo polinomial por algoritmos randomizados (a resposta provavelmente é correta).
- BQP   Solúveis em tempo polinomial por um computador quântico (a resposta provavelmente é correta).
- co-NP   Respostas "Não" verificáveis em tempo polinomial por uma máquina de Turing não determinística.
- co-NP-complete   Os problemas mais difíceis em co-NP.
- DSPACE(f(n))   Solúveis por uma máquina de Turing determinística com espaço O(f(n)).
- DTIME(f(n))   Solúveis por uma máquina de Turing determinística em tempo O(f(n)).
- E   Solúveis em tempo exponencial com expoente linear.
- ELEMENTARY   A união das classes na hierarquia exponencial.
- ESPACE   Solúvel com espaço exponencial com expoente linear.
- EXP   O mesmo que EXPTIME.
- EXPSPACE   Solúvel com espaço exponencial.
- EXPTIME   Solúvel em tmepo exponencial.
- FNP   O análogo à NP para problemas de função.
- FP   O análogo à P para problemas de função.
- FPNP   O análogo à PNP para problemas de função; A origem do problema do caixeiro viajante.
- FPT   Parâmetro fixo tratável.
- GapL   Redutível em espaço logarítmico para computar o determinante inteiro de uma matriz.
- IP   Solúvel em tempo polinomial por um sistema de prova interativo.
- L   Solúvel com um espaço logarítmico (pequeno).
- LOGCFL   Redutível em espaço logarítmico para uma linguagem livre do contexto.
- MA   Solúvel em tempo polinomial por um protocolo Merlin-Arthur.
- NC   Solúvel eficientemente (em tempo polylog) em computação paralela.
- NE   Solúvel por uma máquina de Turing não determinística em tempo exponencial com expoente linear.
- NESPACE   Solúvel por uma máquina de Turing não determinística com espaço exponencial com expoente linear.
- NEXP   O mesmo que NEXPTIME.
- NEXPSPACE   Solúvel por uma máquina de Turing não determinística com espaço exponencial.
- NEXPTIME   Solúvel por uma máquina de Turing não determinística em tempo exponencial.
- NL   Respostas "Sim" verificáveis com espaço logarítmico.
- NONELEMENTARY   Complemento de ELEMENTARY.
- NP   Respostas "Sim" verificáveis em tempo polinomial.
- NP-complete   Os problemas mais difíceis ou mais caros em NP.
- NP-easy   O análogo à PNP para problemas de função; outro nome para FPNP.
- NP-equivalent   Os problemas mais difíceis em FPNP.
- NP-hard   Pelo menos tão difícil quanto todos os problemas em NP, mas não conhecido por ser da mesma classe de complexidade.
- NSPACE(f(n))   Solúvel por uma máquina de Turing não determinística com espaço O(f(n)).
- NTIME(f(n))   Solúvel por uma máquina de Turing não determinística em temo O(f(n)).
- P   Solúveis em tempo polinomial.
- P-complete   Os problemas mais difíceis em P para resolver em computadores paralelos.
- P/poly   Solúvel em tempo polinomial dado uma "dica" dependendo apenas do tamanho da entrada.
- PCP   Prova probabilisticamente verificável.
- PH   A união das classes na hierarquia polinomial.
- PNP   Solúvel em tempo polinomial com um oráculo para um problema em NP; também conhecido como Δ2P.
- PP   Probabilisticamente polinomial (resposta está correta com probabilidade ligeiramente superior a 1/2).
- PR   Solúvel por recursividade desenvolvendo funções aritméticas.
- PSPACE   Solúvel com espaço polinomial.
- PSPACE-complete   Os problemas mais difíceis em PSPACE.
- R   Solúvel me uma quantidade finita de tempo.
- RE   Problemas a que podemos responder "Sim" em uma quantidade finita de tempo, mas um "Não" como resposta pode nunca vir.
- RL   Solúvel com espaço logarítmico por algoritmos randomizados (respostas "Não" são provavelmente corretas, respostas "Sim" certamente são corretas).
- RP   Solúvel em tempo logarítmico por algoritmos randomizados (respostas "Não" são provavelmente corretas, respostas "Sim" certamente são corretas).
- SL   Problemas log-space redutíveis a determinar se existe um caminho entre dados vértices em um grafo não direcionado. Em outubro de 2004 descobriu-se que esta classe é, de fato, igual a L.
- S2P   Jogos de uma rodada com movimentos simultâneos arbitrados deterministicamente em tempo polinomial.
- TFNP   Total de problemas de função que podem ser resolvidos em tempo polinomial não determinístico. Um problema nesta classe tem a propriedade de que cada entrada tem uma saída cuja validade pode ser verificada de forma eficiente, e o desafio computacional é encontrar uma saída válida.
- UP   Funções inequívocas não determinísticas de tempo polinomial.
- ZPL   Solúvel por algoritmos randomizados (a resposta é sempre correta, o uso médio do espaço é logarítmico).
- ZPP   Solúvel por algoritmos randomizados (a resposta é sempre correta, o tempo médio de execução é polinomial).

## Ligações externos
- Complexity Zoo - list of over 400 complexity classes and their properties